# Kunstjahr 1857
Liste der Kunstjahre

1856 | Kunstjahr 1857 | 1858 | 1859 | 1860 | 1861 | ► | ►►

Weitere Ereignisse
Dieser Artikel behandelt das Kunstjahr 1857.

## Ereignisse

### Ausstellungen
- 5. Mai bis 17. Oktober: In Manchester findet die Ausstellung Art Treasures of Great Britain statt. Mit über 16.000 ausgestellten Werken ist sie bis heute eine der größten Kunstausstellungen der Geschichte. Über 1,3 Millionen Menschen besuchen die Ausstellung. Auch Königin Victoria besucht die Ausstellung am 29. Juni. Ein Orchester unter der Leitung von Charles Hallé bringt in der Zeit täglich ein Konzert zur Aufführung.

### Architektur

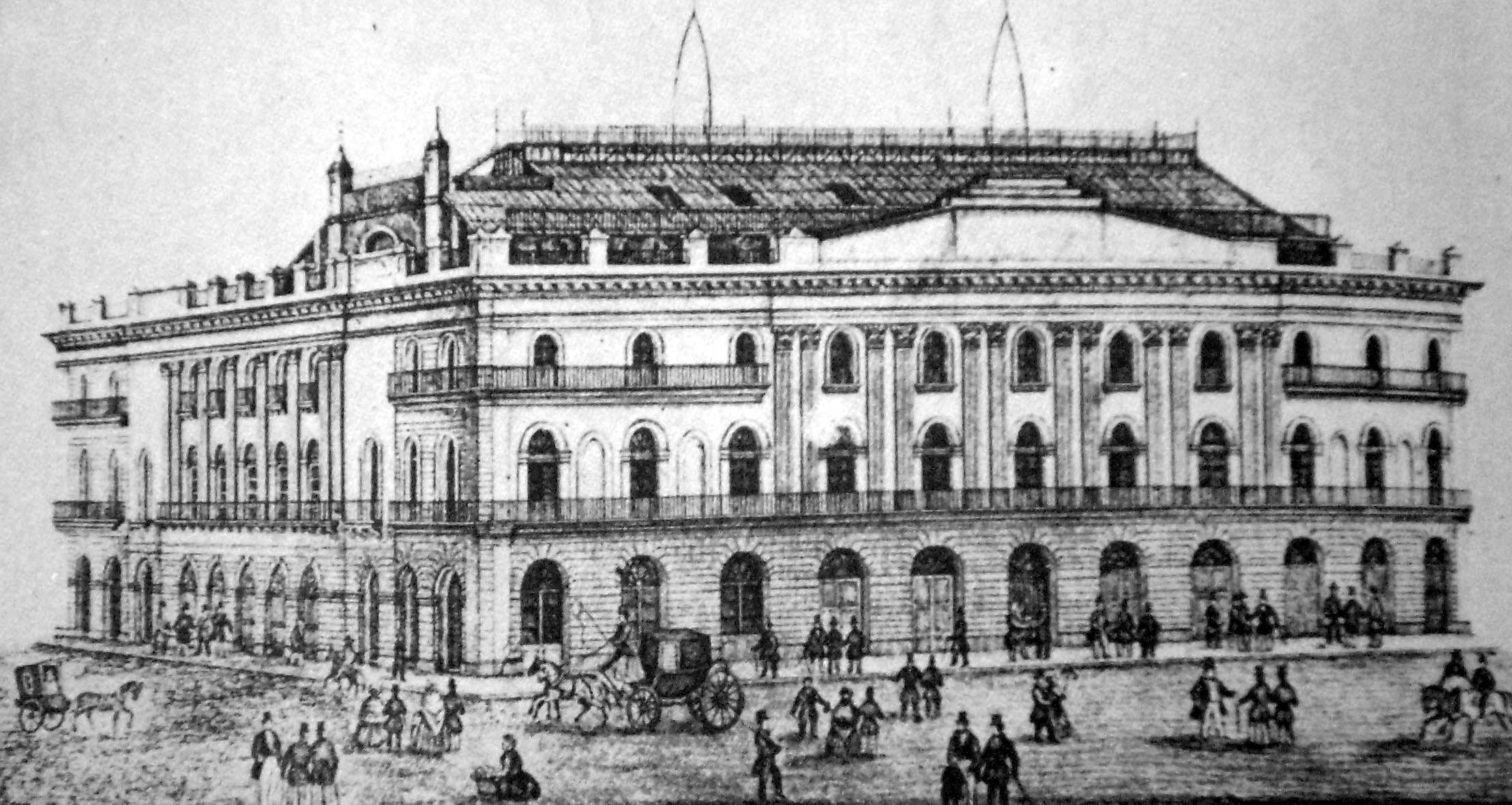
Das erste Teatro Colón

- 23. Februar: In New York City gründen 13 Architekten das American Institute of Architects. Zum ersten Präsidenten wird Richard Upjohn gewählt.
- 27. April: An der südwestlichen Ecke der Plaza de Mayo in Buenos Aires wird das von Charles Pellegrini errichtete 2.500 Sitze umfassende erste Teatro Colón mit Verdis La traviata eröffnet.

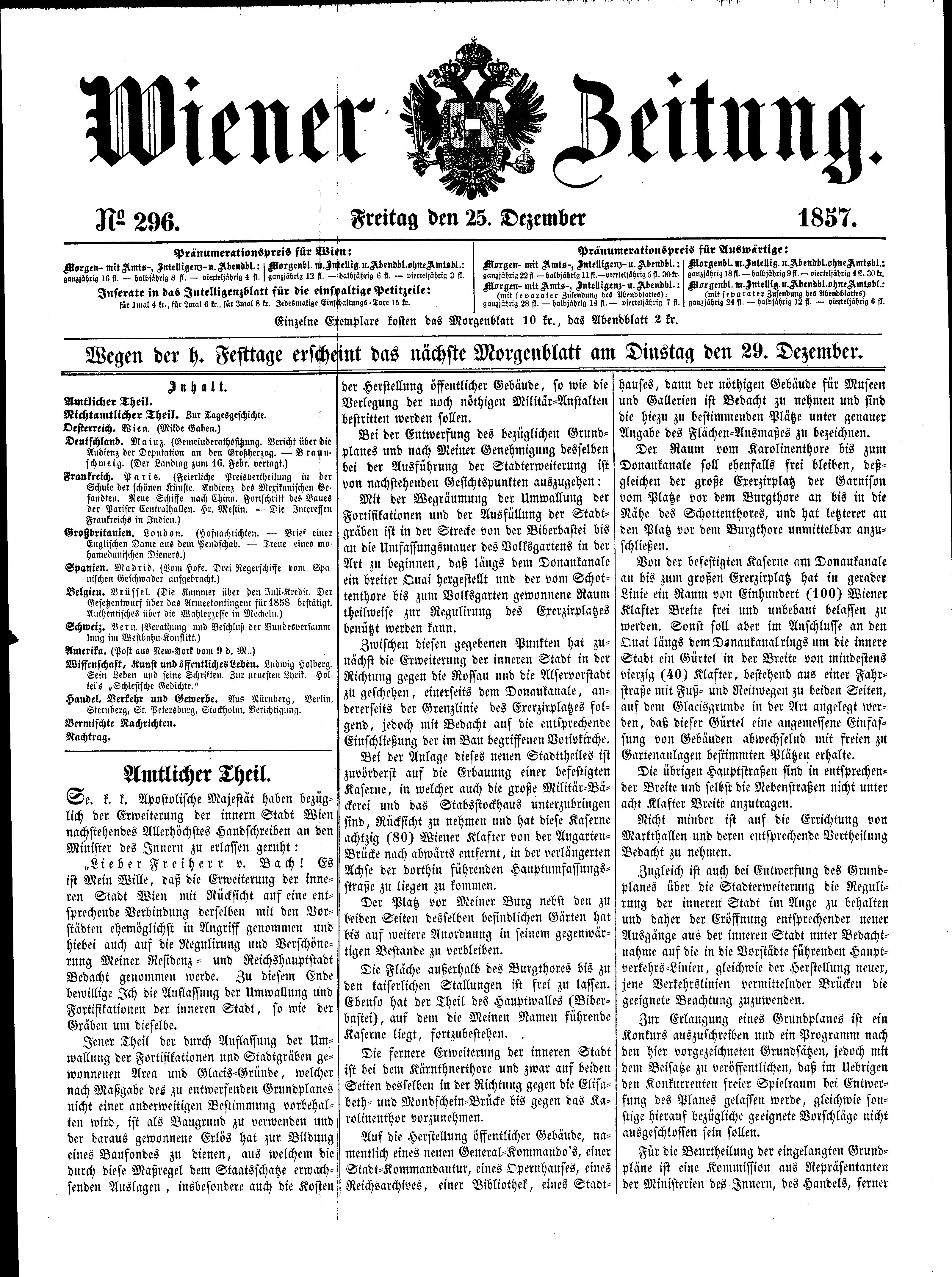
Wiener Zeitung vom 25. Dezember 1857, Seite 1

- 20. Dezember: In einem „Allerhöchsten Handbillet“, das am 25. Dezember in der Wiener Zeitung veröffentlicht wird, verfügt der österreichische Kaiser Franz Joseph I. die Schleifung der Wiener Stadtmauern. Auf dem dadurch freigewordenen Areal entsteht in den nächsten Jahrzehnten der Prachtboulevard der Wiener Ringstraße.

### Bildhauerei

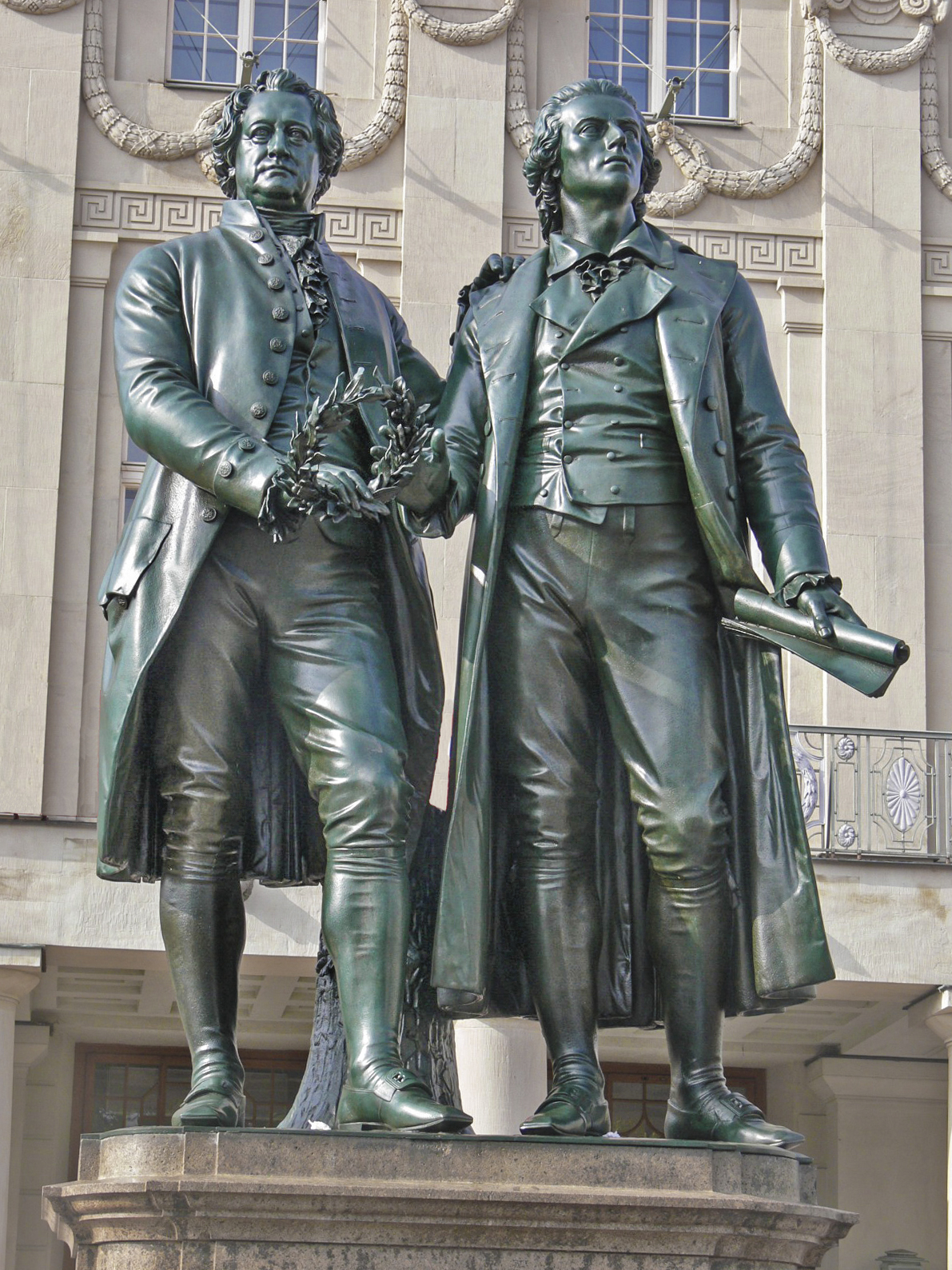
Das Goethe-und-Schiller-Denkmal vor dem Deutschen Nationaltheater in Weimar, 2006

- 4. September: In Weimar wird vor dem Weimarer Hoftheater das vom Dresdner Bildhauer Ernst Rietschel mit Unterstützung seines Gehilfen Gustav Kietz geschaffene bronzene Goethe-Schiller-Denkmal eingeweiht. Der Gießer Ferdinand von Miller vollendete in der Königlichen Erzgießerei in München den Bronzeguss. Als Material dienten ihm eingeschmolzene osmanische Kanonenrohre aus der Schlacht von Navarino. Am nächsten Tag wird anlässlich der Einweihung die Faust-Sinfonie von Franz Liszt uraufgeführt.

### Fotografie
- Der schwedisch-britische Fotograf Oscar Gustave Rejlander schafft sein bekanntestes Werk, die Collage The Two Ways of Life. Die anfängliche Kritik an der „Indezenz“ des Werks verstummt, als Königin Victoria eine Kopie für ihren Gatten erwirbt.

### Malerei
- Nach einer umfangreichen Überarbeitung stellt der französische Maler Jean-Baptiste Camille Corot sein 1844 entstandenes Gemälde Ländliches Konzert neuerlich aus.

## Geboren
- 02. Januar: Frederick Burr Opper, US-amerikanischer Comiczeichner und Illustrator († 1937)
- 14. Januar: Alice Pike Barney, US-amerikanische Malerin († 1931)
- 12. Februar: Eugène Atget, französischer Fotograf († 1927)

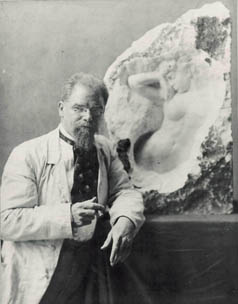
Max Klinger

- 18. Februar: Max Klinger, deutscher Bildhauer, Maler und Grafiker († 1920)
- 06. April: Arthur Wesley Dow, US-amerikanischer Landschaftsmaler († 1922)
- 06. Mai: Frank Bramley, englischer Maler († 1915)
- 17. Mai: Julius Trip, deutscher Gartenarchitekt († 1907)
- 06. Juni: Karl Pommerhanz, österreichischer Comiczeichner
- 03. August: Alice Hughes, englische Fotografin († 1939)
- 06. August: Christian Wilhelm Allers, deutscher Maler und Zeichner († 1915)
- 08. August: Maurice Yvon, französischer Architekt († 1911)
- 28. August: James Buchanan Aurig, deutscher Fotograf († 1935)
- 28. August: Hermann Schaedtler, deutscher Architekt († 1931)
- 02. September: Karl Stauffer-Bern, Schweizer Maler († 1891)
- 12. September: George Hendrik Breitner, niederländischer Künstler († 1923)
- 11. Oktober: Henri Cain, französischer Librettist und Maler († 1937)
- 02. November: Arthur Stockdale Cope, britischer Porträtmaler († 1940)
- 11. Dezember: Rodolfo Amoedo, brasilianischer Maler († 1941)
- 26. Dezember: Berthe Constance Ursule Art, belgische Pastell- und Stilllebenmalerin († 1934)
- 29. Dezember: Louis Abel-Truchet, französischer Maler († 1918)

## Gestorben
- 30. Januar: Agostino Aglio, italienischer Maler, Kupferstecher und Lithograph (* 1777)
- 02. Mai: Frederick Scott Archer, britischer Bildhauer und Fotopionier (* 1813)
- 24. August: August Wilhelm Julius Ahlborn, deutscher Landschaftsmaler (* 1796)
- 03. Dezember: Christian Daniel Rauch, deutscher Bildhauer (* 1777)